# Jens Jørgen Brinch
Jens Jørgen Brinch (11. maj 1956 i Give - 22. juni 2013 i Vejle) var en dansk sportsjournalist og fodboldkommentator.
Brinch startede sin journalistkarriere i 1984, hvor han blev ansat på Tipsbladet. Efter syv måneder dér, skiftede han til Kanal 94 i Vejle.
I maj 1985 blev han ansat på Radiosporten på Danmarks Radio. Her var han bl.a. med til at dække Europamesterskabet i fodbold 1992 sammen med Carsten Werge og Birger Peitersen.
I 1997 skiftede han til DR-sportens TV-afdeling, men forlod kanalen i 1999, fordi den mistede rettighederne til at dække Superligaen.
Siden arbejdede han for Tipsbladet og TV3. Han blev i 2007 ansat på TV2 Sport.
I 2006 fik Jens Jørgen Brinch konstateret kræft i tarmen. Kræften spredte sig, og i april 2013 trådte han frem med den besked, at lægerne havde opgivet at behandle hans sygdom. Han døde den 22. juni 2013 som følge af kræftsygdommen.
Han er begravet på Almen Kirkegård i Aalborg.